# Nonispa
Nonispa is een geslacht van kevers uit de familie bladkevers (Chrysomelidae).
De wetenschappelijke naam van het geslacht werd in 1933 gepubliceerd door Maulik.

## Soorten
- Nonispa carlosbruchi Maulik, 1933